# Carthaagse kunst

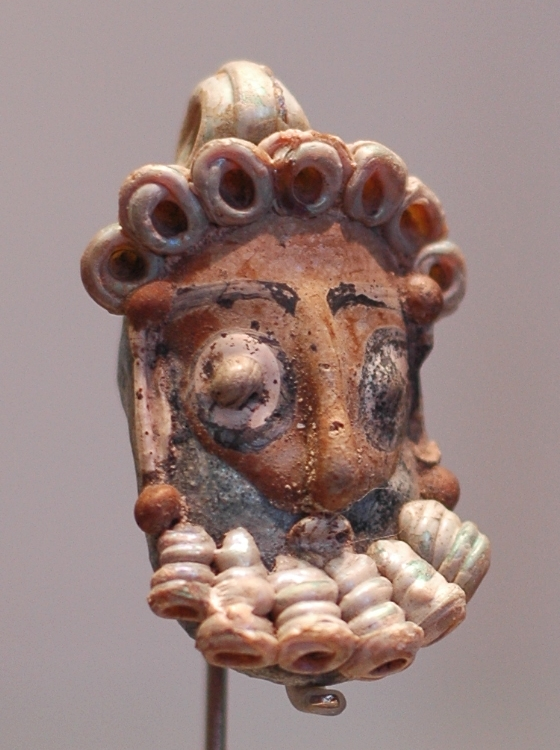
Hangertje in glas van een bebaard hoofd (4e-3e eeuw v.Chr.).

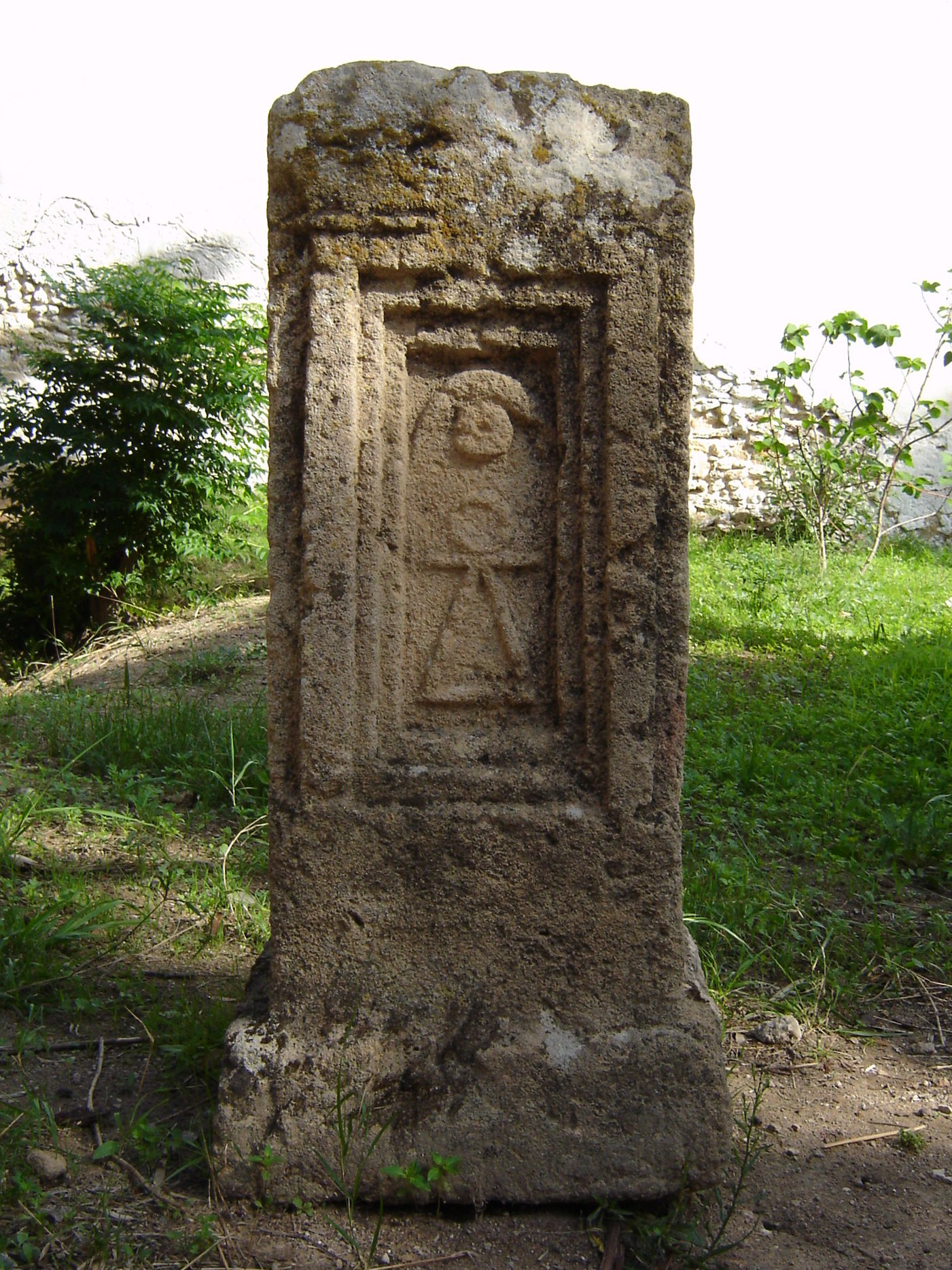
Stele op de tophet van Carthago.

De Carthaagse kunst nam aanvankelijk nog veel van haar Fenicische voorganger over. Maar door contacten met de Griekse kolonisten op Sicilië kende de Carthaagse kunst al vroeg een Griekse invloed. Vanaf de 4e eeuw v.Chr. was de hellenistische invloed dan ook al bijzonder sterk.
De meest bekende en in groten getale gevonden voorbeelden van Carthaagse kunst zijn de votiefmonumenten op de grafzerken (topheten). Vanaf de 5e eeuw v.Chr. verschijnen er hoge, met reliëfs versierde kalkstenen zuilen op. Het voornaamste motief is het Tanitteken en de halvemaanschijf. Zelden komen ook voorstellingen van mensen of dieren voor.
Op Carthaagse munten werden meestal de hoofdgod Tanit, een paard of een palmboom afgbebeeld. De munten zijn Grieks van stijl en zijn van een hoge artistiek peil.

## Carthaagse architectuur

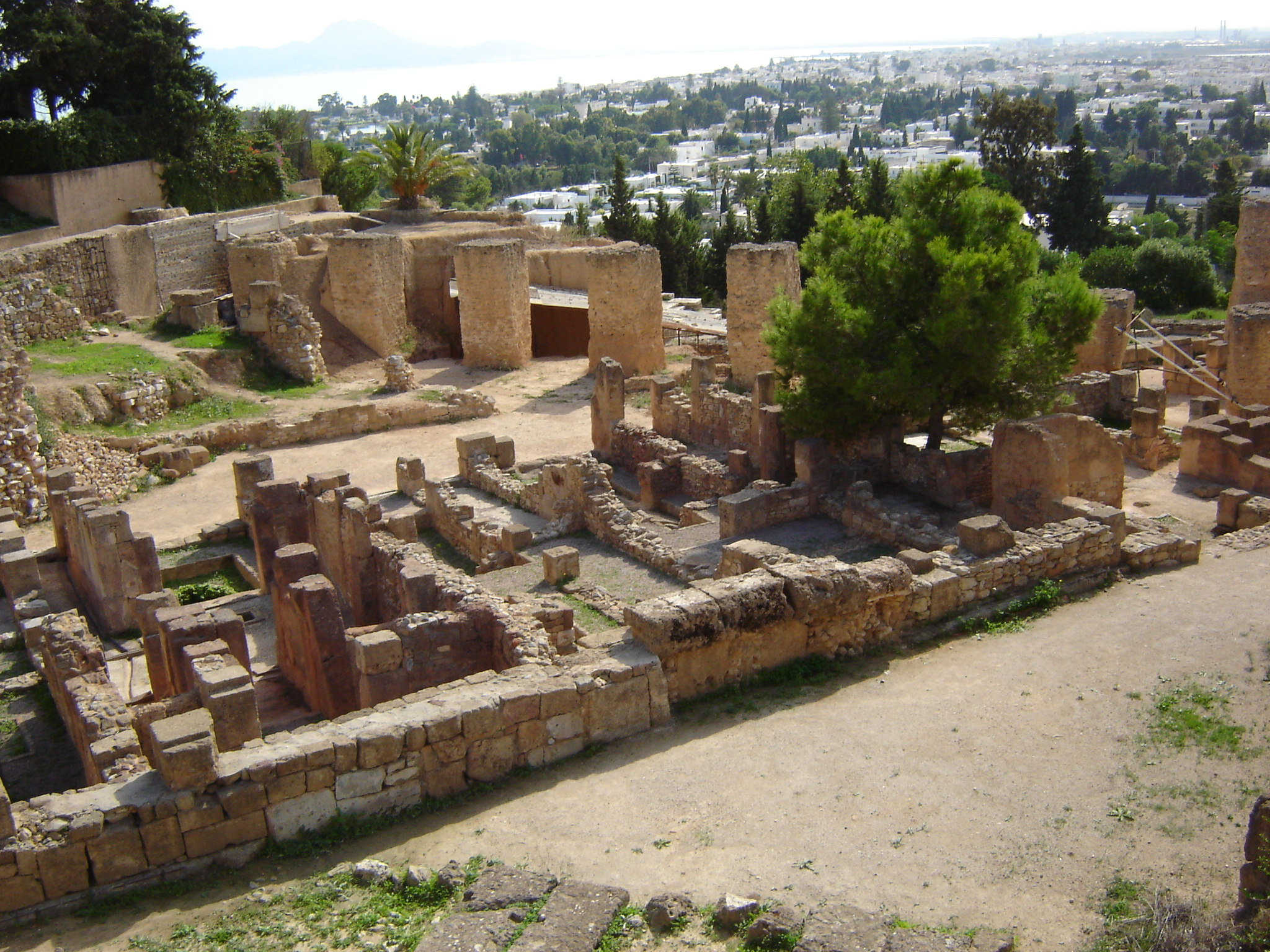
Ruïnes van de Carthaagse woonhuizen op de Byrsaheuvel.

De Carthaagse architectuur kwam tot uiting in de woonwijk van Carthago op de Byrsaheuvel die uit leemtegels op stenen fundamenten waren opgetrokken en meerdere verdiepingen telden (de historicus Appianus vermeldt zelfs zes verdiepingen hoge huizen). Deze huizen waren rond een binnenplein aangelegd. Ze beschikten over mozaïekinlegwerk, badruimtes en onderaardse cisternen voor het opvangen van regenwater.

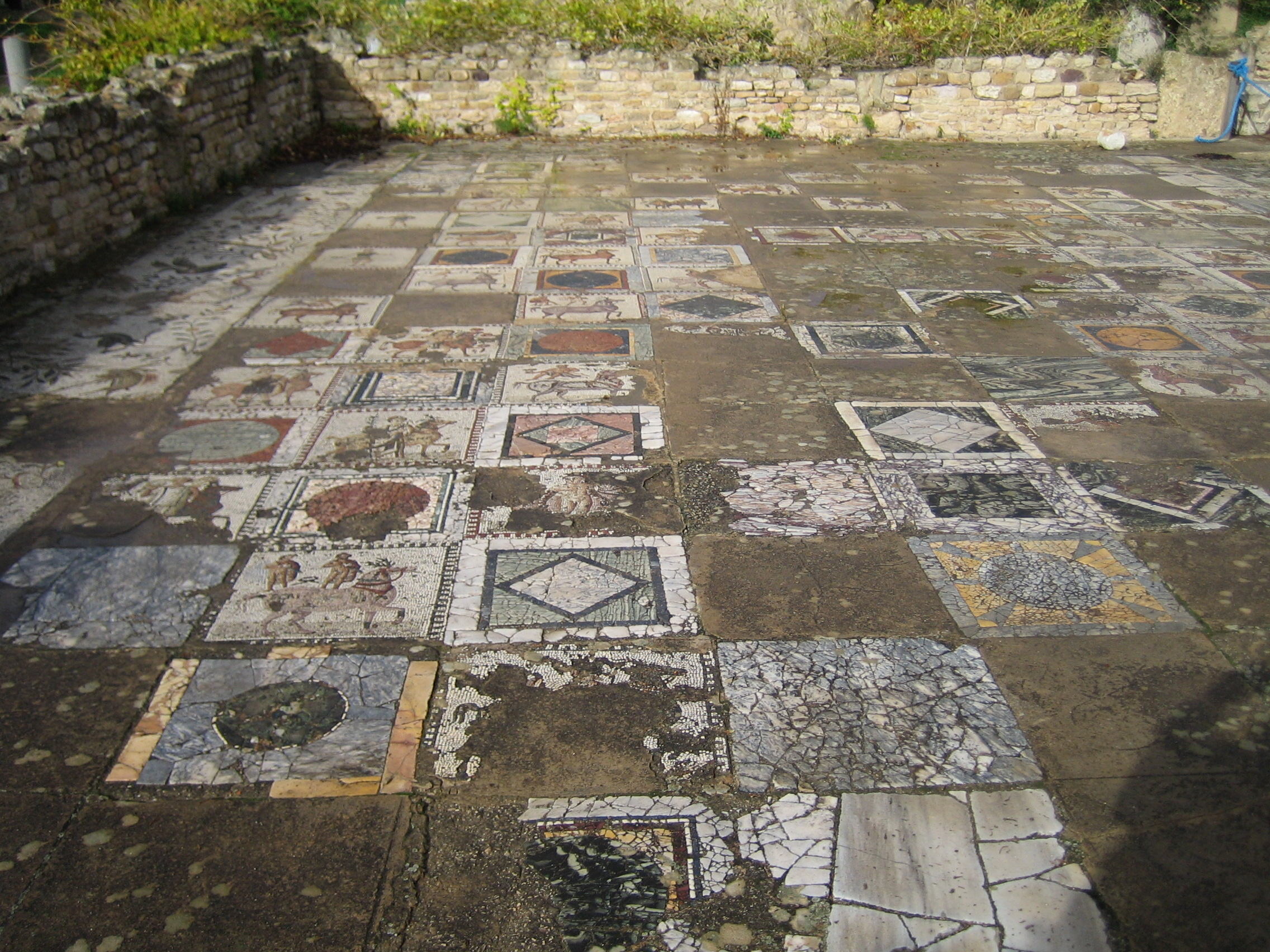
Mozaïekinlegwerk.

Ook de haven was een architecturaal hoogstandje: de handelshaven was door een kanaal verbonden met de open zee, terwijl de oorlogshaven, dat een kothon (kunstmatig havenbekken) was, met de handelshaven verbonden was met een ander kanaal om via de handelshaven het ruime sop te kiezen. De handelshaven mat 456 m bij 356 m, terwijl de ronde oorlogshaven een diameter van 325 m had. In het midden van de oorlogshaven bevond zich een kunstmatig aangelegd eiland met de gebouwen van de Carthaagse admiraliteit.

## Carthaagse literatuur
De Carthaagse literatuur, waarvan het bestaan aan antieke auteurs bekend was, is niet bewaard gebleven. De bibliotheek van Carthago werd gedurende de verwoesting van de stad in 146 v.Chr. vernietigd. Daarom is de periplus van Hanno, het verslag van zijn zeereis langs de Afrikaanse Westkust, slechts in een Griekse vertaling overgeleverd. De schrijver Mago schreef in de 2e eeuw v.Chr. een belangrijk werk over landbouwkunde, dat ook niet bewaard gebleven is, maar bij Romeinse auteurs geciteerd werd. In Plautus' komedie Poenulus komen enkele Punische passages voor die hij mogelijk uit de Carthaagse literatuur leende.